# Bactériostatique

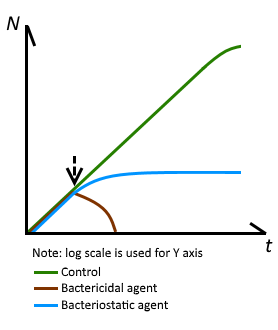
Les effets d'un agent bactériostatique

Un bactériostatique est une substance qui inhibe la multiplication des bactéries sans les tuer. Selon leur application, il est possible de distinguer les antibiotiques bactériostatiques, les désinfectants, les antiseptiques et les conservateurs. Les bactériostatiques sont souvent utilisés dans les plastiques pour empêcher la croissance des bactéries sur les surfaces.
Ce qui implique une où plusieurs modifications génétique sur l'ARN cible. Une mutation est créée à partir de ce bactériostatique sur l'ARN.
Cependant il existe des bactériostatiques qui ne peuvent être administrés à l'homme pour des risques de toxicité. Certaines souches bactériennes où virales sont donc éventuellement modifiées (In vitro), afin d'apporter les modifications à ce(s) ARN sans mettre directement en danger le porteur par contact avec ce(s) produit(s).
L'analyse de ces ARN statique sont visibles par séquençages des différents génomes.
Soit par séquençages d'ARN où d'autres techniques de spectrométrie par exemple.
Ce qui relève de la microbiologie moléculaire.

## Antibiotiques bactériostatiques
Un antibiotique est bactériostatique s'il modère la croissance bactérienne ainsi que la production de certaines toxines par un ou plusieurs changements de métabolisation par le génome à la suite d'un blocage dans le transfert de code génétique, appelés mutations génétiques, en interférant avec :
- la synthèse des protéines bactériennes ;
- la production d'ADN bactérien ;
- le métabolisme cellulaire bactérien.

Les antibiotiques bactériostatiques inhibent la production de toxines, la croissance et la reproduction des bactéries, mais ne les tuent pas, alors que les antibiotiques bactéricides tuent les bactéries suivant leurs résistances.
Les agents bactériostatiques doivent collaborer avec le système immunitaire.
Ce groupe comprend les cyclines, les tetracyclines, les sulfamidés comme le sulfaméthoxazole, le chloramphénicol, les macrolides et les lincosamides.
Le sulfaméthoxazole, le chloramphénicol et d'autres molécules peuvent être sujets à des réactions de Friedel-Crafts par réaction chimique avec le trichlorure d'aluminium et d'autres types de sels.